# نيكون دي 3200
نيكون دي 3200 (بالإنجليزية: Nikon D3200)‏ كاميرا احترافية من إنتاج شركة نيكون 24.2 ميجا بيكسل وقد طرحت في السوق في أبريل 2012